# Makoto Ogawa (pilote)
Pour les articles homonymes, voir Makoto Ogawa et Ogawa.
Makoto Ogawa (小川 誠, Ogawa Makoto), né en 1917 dans la préfecture de Shizuoka, est un as de l'aviation japonais.
Il a participé à la guerre sino-japonaise et la Seconde Guerre mondiale. Dans cette dernière, il obtient le plus grand nombre de victoires de son groupe d'attaque contre des Boeing B-29 Superfortress (sept confirmée), ainsi que deux victoires contre des North American P-51 Mustang. Il a reçu le Bukōchōshō (badge de mérite militaire), la plus haute distinction décernée par l'armée impériale japonaise pour la valeur au combat.